# Anvil of Doom
 (juillet 2023).
Anvil of Doom est un groupe espagnol de death metal, originaire de Jerez de la Frontera.

## Histoire
Originaire de Jerez de la Frontera, Anvil of Doom commence son histoire en 2002, lorsqu'après plusieurs années d'activité underground et plusieurs changements de line-up jusqu'à ce qu'une base solide soit atteinte, le groupe entre dans le studio local Wykyn 'n Morkyn pour enregistrer leur première démo, Died Before Dawn. Ce travail rencontre un grand succès auprès des fans du groupe et permet à Anvil of Doom de signer un contrat avec Xtreem Music en avril 2003.
Tout au long de l'année 2003, Anvil of Doom travaille sur les chansons de leur premier album, tout en augmentant leur expérience live, jouant des concerts en Andalousie accompagnés de groupes locaux, ainsi que partageant l'affiche avec des légendes nationales telles que Barón Rojo, Soziedad Alkohólika ou Avulsed. Ils participent également au festival de musique Xtreem qui se tient à Madrid, avec des groupes comme Exodus, Nuclear Assault ou Grave.
En janvier 2004, l'enregistrement de leur premier album, Deathillusion, commence dans les mêmes studios Wykyn 'n Morkyn. L'album reflète une nette évolution musicale du groupe vers un death metal plus technique, sans jamais laisser de côté la mélodie qui les identifie. L'album voit le jour en octobre 2004 toujours chez Xtreem Music, et reçoit depuis lors de très bonnes critiques dans les médias nationaux et internationaux,,,. Après avoir terminé l'enregistrement et le mixage de l'album, le groupe retourne sur scène, non seulement en Andalousie, mais aussi au-delà de ses frontières.
Anvil of Doom continue de jouer en concert, ayant partagé l'affiche avec des groupes internationaux tels que Testament, Megadeth, Helloween, Kreator, Annihilator ou Blind Guardian. En plus de participer à des événements tels que le Metalway Festival ou le Xtreem Music Festival, le groupe a été la tête d'affiche de plusieurs festivals tels que l'I Andalusian Extreme Metal Fest ou l'Akople Rock, entre autres. Anvil of Doom a fait l'objet de nombreuses émissions de radio, magazines et webzines, espagnols et étrangers, ainsi que de critiques de concerts dans Heavy Rock Magazine et Kerrang!. Outre les concerts, Anvil of Doom se concentre en 2007 sur la préparation de nouvelles chansons, qui constitueront leur futur deuxième album. Cependant, au début de l'année 2008, le groupe est abandonné par son chanteur et l'un de ses guitaristes. Après avoir auditionné plusieurs candidats, début 2009, Kvoraph rejoint le groupe au chant et John M. Peterson, de Perseidan, à la guitare. Le groupe reprend la route au printemps 2009. En septembre de la même année, Kvoraph décide de quitter le groupe, remplacé par MG, leader du groupe sévillan Neter.
En 2011, un EP intitulé Turn Your Back sort, accompagné d'un clip vidéo officiel. Cette année, en août, ils se produisent au Kanina Rock à La Redondela. Depuis 2014, le groupe n'a montré aucun signe d'activité.

## Discographie
- 2002 : Died Before Dawn (démo, septembre 2002)
- 2003 : Xtreem Sampler (split)
- 2004 : Deathillusion (album, Xtreem Music)
- 2011 : Turn Your Back (EP)